# Опрішенешть
Опрішенешть, Опрішенешті (рум. Oprișenești) — село у повіті Бреїла в Румунії. Адміністративно підпорядковане місту Янка.
Село розташоване на відстані 137 км на північний схід від Бухареста, 36 км на південний захід від Бреїли, 138 км на північний захід від Констанци, 50 км на південний захід від Галаца.

## Населення
За даними перепису населення 2002 року у селі проживали 913 осіб, усі — румуни. Усі жителі села рідною мовою назвали румунську.